# ももち (プロゲーマー)
ももち（1986年2月12日 ｰ ）は、日本のプロゲーマー。ジャパン・eスポーツ・プロライセンス保持者。株式会社忍ism代表取締役。本名は百地祐輔（ももち ゆうすけ）。
特にカプコンのストリートファイターシリーズで知られている。Capcom Cup 2014や、EVO 2015のウルトラストリートファイターIVで優勝した。

## 経歴
2010年に開催されたストリートファイター4のSuper Battle Operaでは日本人選手RFとKindevuとともに組んだ3人チームで優勝した。EVO2011の最終予選の1つであるShadowloo Showdownでは2位となった。2011年にプロのeスポーツチームEvil Geniusesと契約し、チョコブランカなどとともに活動を開始した。2012年、Street Fighter 25th Anniversary Grand Finals for Street Fighter III: 3rd Strike: Online Edition, Street Fighter X Tekken and Super Street Fighter IV: Arcade Edition v2012のイギリス予選で優勝した。その後、Street Fighter 25th Anniversary Grand Finalsのそれぞれのトーナメントで3位、5位、7位を獲得する。
2014年に、South East Asia Majorで優勝し、同じ日本人選手であるかずのこを破りカプコンカップへの出場権を獲得した。EVO 2014では、ウルトラストリートファイターIVにおいて7位となった。2014年のカプコンカップでは優勝した。この優勝により、2015年のカプコンカップでは予選1位となった。
2017年1月1日に契約が終了するまでEvil Geniusesでプレーしていたが、元EGのチームメイトであるジャスティン・ウォンやときどとほぼ同時期にEcho Foxと契約したが2018年10月末日、チョコと共にEcho Foxからの脱退を発表。
2019年2月、Victrix Proとスポンサー契約を締結。
2025年4月、ZETA DIVISIONのSTREET FIGHTER部門に加入。

## 人物
プロゲーマーになる前はホテルマンとして働いていた。妻はプロゲーマーのチョコブランカ。

## 出演

### 映画
- リビング ザ ゲーム (東京ビデオセンター、2018年3月3日、日本台湾合作 2016年製作)[15]